# Kartsteinhöhlen mit Kakushöhle
Kartsteinhöhlen mit Kakushöhle este o arie protejată (arie specială de conservare — SAC, sit de importanță comunitară — SCI) din Germania întinsă pe o suprafață de 5,45 ha, integral pe uscat.

## Localizare
Centrul sitului Kartsteinhöhlen mit Kakushöhle este situat la coordonatele 50°32′45″N 6°39′34″E / 50.5458°N 6.6594°E.

## Înființare
Situl Kartsteinhöhlen mit Kakushöhle a fost declarat sit de importanță comunitară în martie 2001 pentru a proteja 2 specii de animale. Situl a fost protejat și ca arie specială de conservare în decembrie 2004.

## Biodiversitate
Situată în ecoregiunea continentală, aria protejată conține 3 habitate naturale: Pante stâncoase calcaroase cu vegetație casmofită, Peșteri inaccesibile publicului, Păduri pe pante, grohotișuri și ravene de Tilio-Acerion.
La baza desemnării sitului se află mai multe specii protejate de  mamifere (2): liliac de iaz (Myotis dasycneme), liliac comun (Myotis myotis).
Pe lângă speciile protejate, pe teritoriul sitului au mai fost identificate 5 specii de mamifere.